# Apollo 13
Apollo 13 a fost a treia misiune umană a NASA dezvoltată cu intenția de a coborî pe Lună. Pe parcursul misiunii însă, probleme tehnice au forțat echipajul să renunțe la aselenizare. Echipajul era format din comandantul misiunii James A. Lovell, pilotul modulului de comandă John L. "Jack" Swigert, și pilotul modulului lunar Fred W. Haise.
Lansarea a avut loc la 11 aprilie 1970 la ora 13:13 CST. Două zile mai târziu, în timp ce misiunea era în drum spre Lună, o defecțiune a sistemului electric al unuia dintre rezervoarele de oxigen ale modulului de serviciu a produs o explozie ce a cauzat pierderea oxigenului din ambele rezervoare ale modulului de serviciu și implicit pierderea alimentării cu energie electrică, care provenea de la pilele de combustie ce foloseau oxigen. Modulul de comandă a rămas în funcțiune pe baza bateriilor și a rezervorului propriu de oxigen, dar acestea trebuiau păstrate pentru ultimele ore ale misiunii, la aterizare. Echipajul a oprit modulul de comandă și a utilizat modulul lunar ca „barcă de salvare” în timpul drumului de întoarcere spre Pământ. În ciuda dificultăților cauzate de energia electrică limitată, frigul din cabină și rezerva scăzută de apă potabilă (pe parcursul misiunii, apa potabilă ar fi trebuit să provină ca produs secundar al funcționării pilelor de combustie), echipajul a ajuns în siguranță înapoi pe Pământ, iar misiunea a fost considerată un „eșec reușit”. O transmisiune radio a lui Lovell, Houston, we've had a problem (Houston, am avut o problemă), a rămas în cultura populară, citată greșit ca Houston, we have a problem (Houston, avem o problemă).

## Echipajul
Numerele din parenteze indică numărul de zboruri spațiale la activ al fiecărei persoane până la această misiune inclusiv.
- James A. Lovell, Jr. (4) - Comandant
- John L. Swigert (1) - Pilot al modulului de comandă
- Fred W. Haise, Jr. (1) - Pilor al modulului lunar

Ken Mattingly trebuia să fie pilotul modulului de comandă. După ce a fost expus la virusul rubeolei, de care era bolnav pilotul de rezervă al modulului lunar Charles Duke—și la care Mattingly nu era imun—el a fost înlocuit de Swigert cu două zile înainte de lansare. Mattingly nu a avut rubeolă, și a fost ulterior pilot al modulului de comandă al misiunii Apollo 16.

### Echipajul de rezervă
- John W. Young - Comandant
- John L. Swigert - Pilot al modulului de comandă
- Charles M. Duke, Jr - Pilot al modulului lunar

### Echipa de suport
- Vance D. Brand
- Jack R. Lousma
- Joseph P. Kerwin

### Directori de zbor
- Gene Kranz (lider)[5] - Echipa Albă
- Milt Windler[5] - Echipa Brună
- Glynn Lunney[5] - Echipa Neagră
- Gerry Griffin[5] - Echipa Galbenă

## Evenimentele misiunii

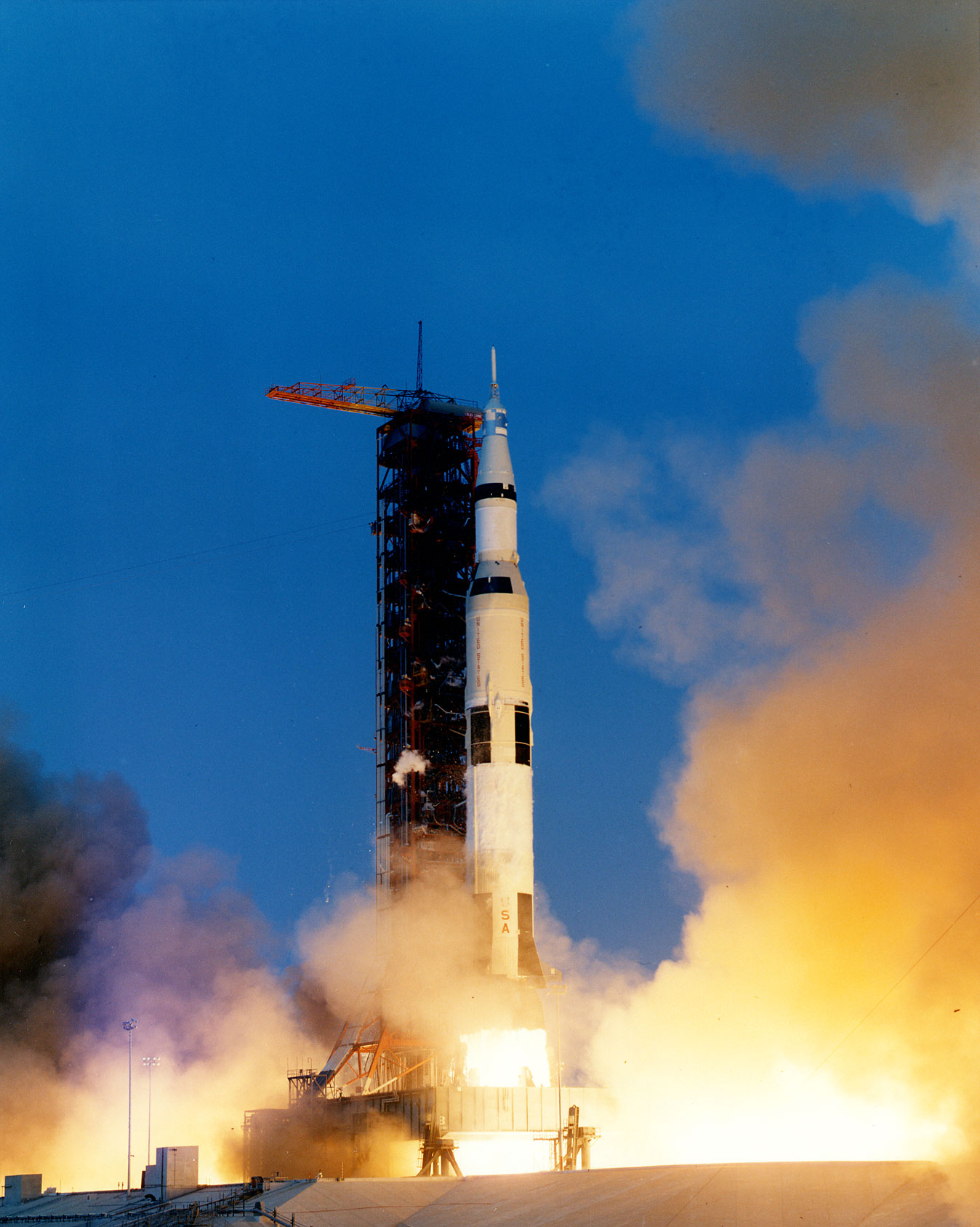
Lansarea misiunii Apollo 13

Misiunea Apollo 13 urma să exploreze formațiunea Fra Mauro, de pe munții Fra Mauro, denumiți după craterul cu același nume și cu diametrul de 80 km aflat în ea. Este o zonă deluroasă de mare întindere despre care se crede că este compusă din materiale provenite din impactul ce a dus la formarea Mare Imbrium.
Costul misiunii a fost de 4,4 miliarde de dolari. Următoarea misiune Apollo, Apollo 14, a reușit să ajungă la Fra Mauro.
Misiunea a început cu o defecțiune mai puțin cunoscută: în timpul propulsării treptei a doua, motorul central s-a oprit cu două minute mai devreme din cauza unor oscilații pogo periculoase care ar fi dus la dezmembrarea treptei a doua. Motorul a suferit vibrații 68g la 16 hertzi, care au flexat cadrul de propulsie cu 76 mm. Cele patru motoare exterioare au funcționat o perioadă mai lungă de timp, pentru compensare, astfel încât astronava a ajuns pe orbita stabilită. Fluctuațiile presiunii din camera de propulsie au determinat un senzor să declanșeze oprirea motorului. Se mai văzuseră oscilații pogo mai reduse și la zborurile Titan și Saturn anterioare, dar la Apollo 13 ele au fost amplificate de o interacțiune neașteptată cu cavitația turbopompei. Misiunile ulterioare au implementat modificări anti-pogo care erau la acea dată deja în dezvoltare. S-a adăugat un rezervor de heliu la linia de oxigen lichid a motorului central pentru a atenua oscilațiile de presiune și un sistem automat de oprire a propulsiei pentru siguranță. Valvele propulsoare ale tuturor celor cinci motoare J2 ale treptei a doua au fost simplificate.

### Explozia

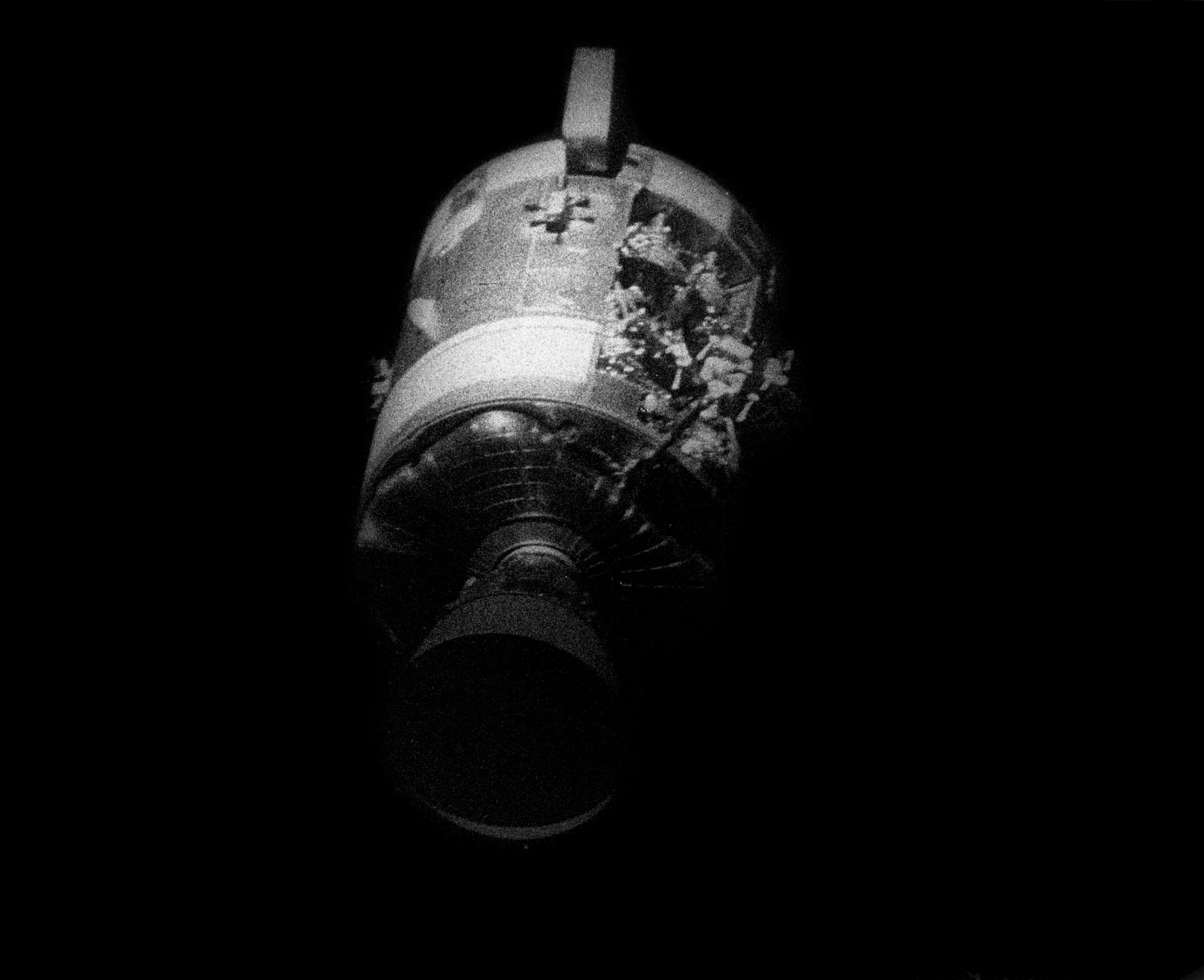
Modulul de serviciu avariat al misiunii Apollo 13, fotografiat de pe modulul de comandă după abandonarea lui.

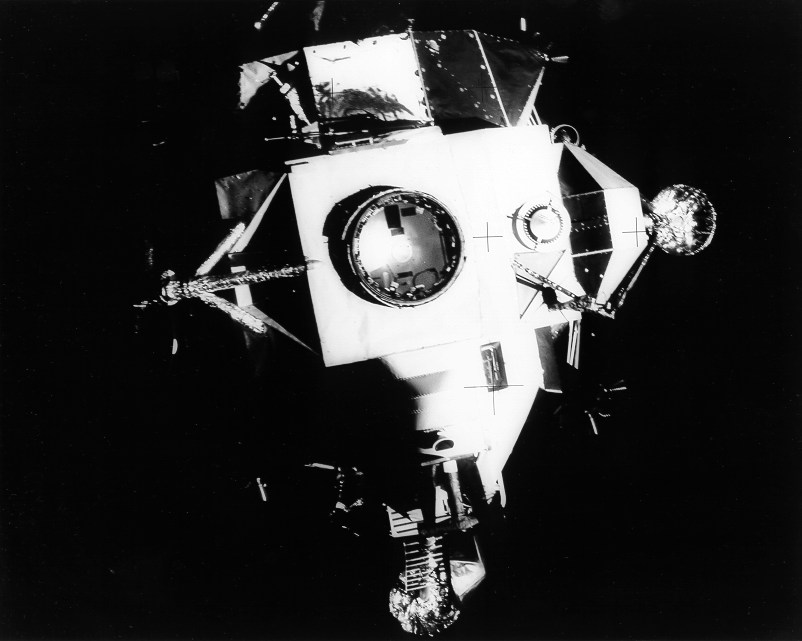
Modulul lunar Aquarius, care a servit drept barcă de salvare a echipajului, abandonat la apropierea de Pământ

În drum spre Lună, la o distanță de 321.860 km de Pământ, rezervorul de oxigen numărul doi, unul din cele două rezervoare ale modulului de serviciu, a explodat. Centrul de control al misiunii ceruse echipajului să amestece conținutul rezervoarelor de oxigen și hidrogen, pentru a destratifica conținutul și a crește precizia instrumentelor de monitorizat cantitatea. Izolația de teflon avariată de pe firele ce alimentau motorul de amestecare al rezervorului de oxigen 2 a condus la un scurtcircuit de la care s-a aprins izolația. Acest lucru a dus la creșterea rapidă a presiunii peste limita nominală de 7 MPa și rezervorul s-a spart. Cauza nu a fost cunoscută la acea vreme, iar echipajul a crezut inițial că modulul lunar s-ar fi ciocnit cu un meteorit.
Defecțiunea a dus și la avarierea rezervorului numărul unu, sau a țevilor acestuia. Conținutul său s-a scurs de-a lungul următoarelor câteva ore, epuizând complet rezerva de oxigen a modulului de serviciu. Deoarece pilele electrice ale modulului de serviciu combinau oxigenul și hidrogenul pentru a genera electricitate și apă, acestea s-au oprit lăsând modulul de comandă funcționând pe bateria de rezervă, cu o capacitate limitată. Echipajul a fost forțat să închidă complet modulul de comandă și să utilizeze modulul lunar, încă atașat la modulele de comandă și serviciu, drept „barcă de salvare”. Aceasta era o procedură sugerată de o simulare anterioară de la antrenamente, dar care nu era considerată un scenariu probabil. Fără modulul lunar, accidentul ar fi fost cu siguranță fatal.
Avarierea lui Odyssey a făcut aselenizarea imposibilă. În schimb, s-a putut folosi gravitația Lunii pentru a asigura întoarcerea pe Pământ. Apollo 13 fusese inițial pe o traiectorie de întoarcere liberă, care ar fi avut ca rezultat automat întoarcerea pe Pământ fără pornirea vreunui motor, dar aselenizarea la Fra Mauro impunea părăsirea traiectoriei de întoarcere liberă de la începutul misiunii. Revenirea la traiectoria de întoarcere liberă necesita o modificare semnificativă care s-ar fi putut rezolva cu o ușoară aprindere a propulsoarelor modulului de serviciu, dar starea acestora era necunoscută. Din același motiv nu s-a putut nici întoarce astronava direct spre Pământ. După îndelungi discuții, revenirea la traiectoria de întoarcere liberă s-a efectuat cu sistemul de propulsie pentru coborâre al modulului lunar, la câteva ore după accident. Motorul de coborâre a fost pornit din nou la două ore după pericynthion (cea mai mare apropiere de Lună) pentru accelerarea întoarcerii. Ulterior, a fost necesară o altă pornire de motor pentru corectarea traiectoriei.
Echipajul, personalul de suport și persoanele de la controlul misiunii a avut nevoie de o ingeniozitate considerabilă în condiții de presiune extremă, pentru a asigura întoarcerea în siguranță. Multă lume a urmărit desfășurarea dramaticelor evenimente la televiziune. Întrucât se impuneau economii drastice a energiei electrice, nu s-au mai făcut transmisiuni TV în direct; comentatorii TV au utilizat modele și material de animație pentru ilustrare. Chiar și transmisiunile de voce erau dificile.

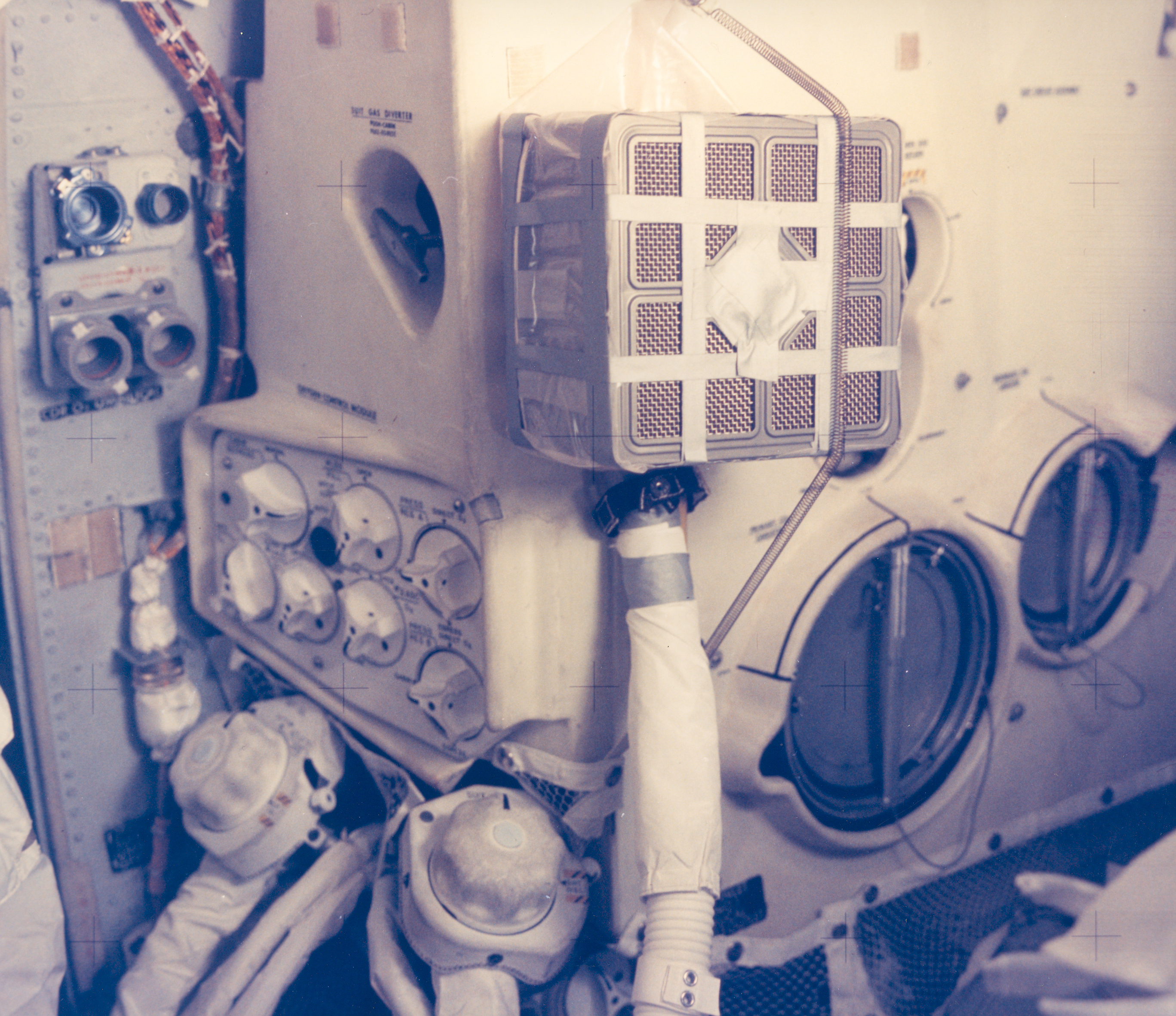
Interiorul modulului lunar, cu o „cutie poștală” construită pentru a adapta cartușele de hidroxid de litiu ale modulului de comandă (proiectate pentru a reduce acumularea de dioxid de carbon) la sistemele de mediu ale modulului lunar, deoarece mare parte din rezervele modulului lunar erau stocate în afara cabinei în care ar fi fost aduse în mod obișnuit în timpul EVA.

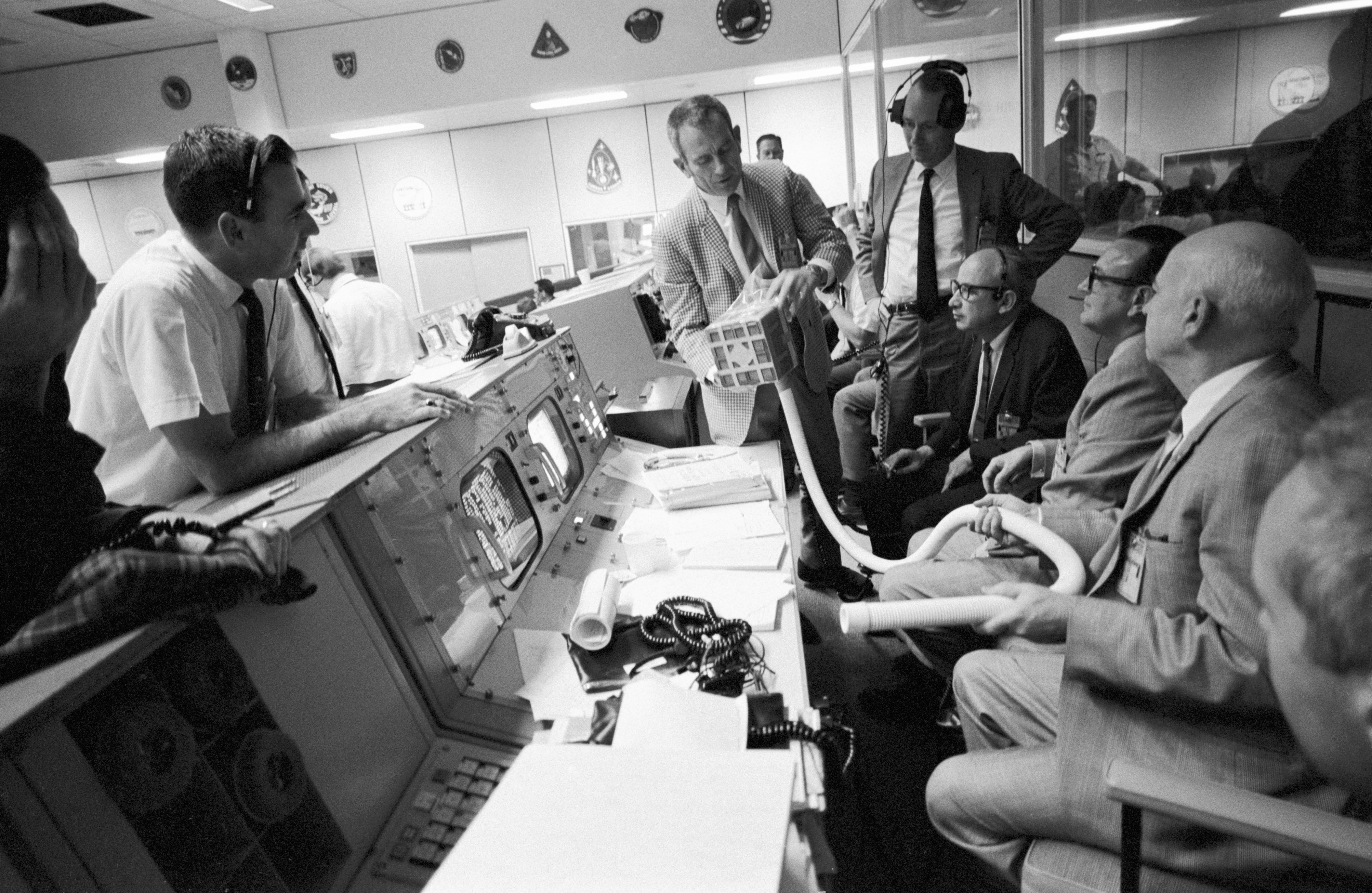
„Cutia poștală” la Controlul Misiunii în timpul Apollo 13.

Consumabilele modulului lunar aveau ca scop întreținerea a doi oameni timp de două zile, și nu trei oameni timp de patru zile. Oxigenul era cea mai puțin critică resursă deoarece modulul lunar avea suficient pentru represurizarea de după fiecare activitate extravehiculară. Spre deosebire de modulul de control, alimentat cu pilele de combustie care produceau apă ca produs secundar, modulul lunar era alimentat cu baterii cu argint-zinc astfel că energia electrică și mai ales apa erau resurse extrem de critice. Pentru a păstra în funcțiune mecanismele de menținere a vieții și sistemele de comunicație până la reintrarea în atmosferă, toate aparatele modulului lunar ce nu erau absolut necesare au fost oprite.
O altă limitare gravă era hidroxidul de litiu (LiOH) pentru eliminarea dioxidului de carbon. Stocul intern de filtre cu LiOH al modulului lunar nu putea întreține echipajul până la întoarcerea sa, iar restul era stocat în treapta de coborâre, la care nu se putea ajunge. Modulul de comandă avea mai multe filtre care însă erau incompatibile ca formă cu cele folosite de modulul lunar. Controlul misiunii a improvizat o metodă de a folosi cartușele cubice ale modulului de comandă în modulul lunar prin aducerea aerului în acestea printr-un furtun de retur al unui costum spațial. Dispozitivul improvizat a fost denumit de astronauți „cutia poștală”.
Designul termic al navei a fost realizat pentru un nivel normal de alimentare cu energie, iar lipsa de energie a cauzat scăderea considerabilă a temperaturii interne. S-a produs condens în modulul de comandă, ceea ce a cauzat îngrijorare că s-ar putea defecta sistemele electrice la reactivarea lui. Până la urmă, aceasta nu a fost o problemă, în parte datorită sistemelor de siguranță instalate în modulul de comandă în urma incendiului din misiunea Apollo 1.
Când Apollo 13 s-a apropiat de Pământ, echipajul a largat modulul de serviciu și l-au fotografiat pentru o viitoare analiză. Echipajul a raportat că panoul Sectorului 3 care conținea pilele de combustie, rezervoarele de hidrogen și oxigen, lipseau din modulul de serviciu.

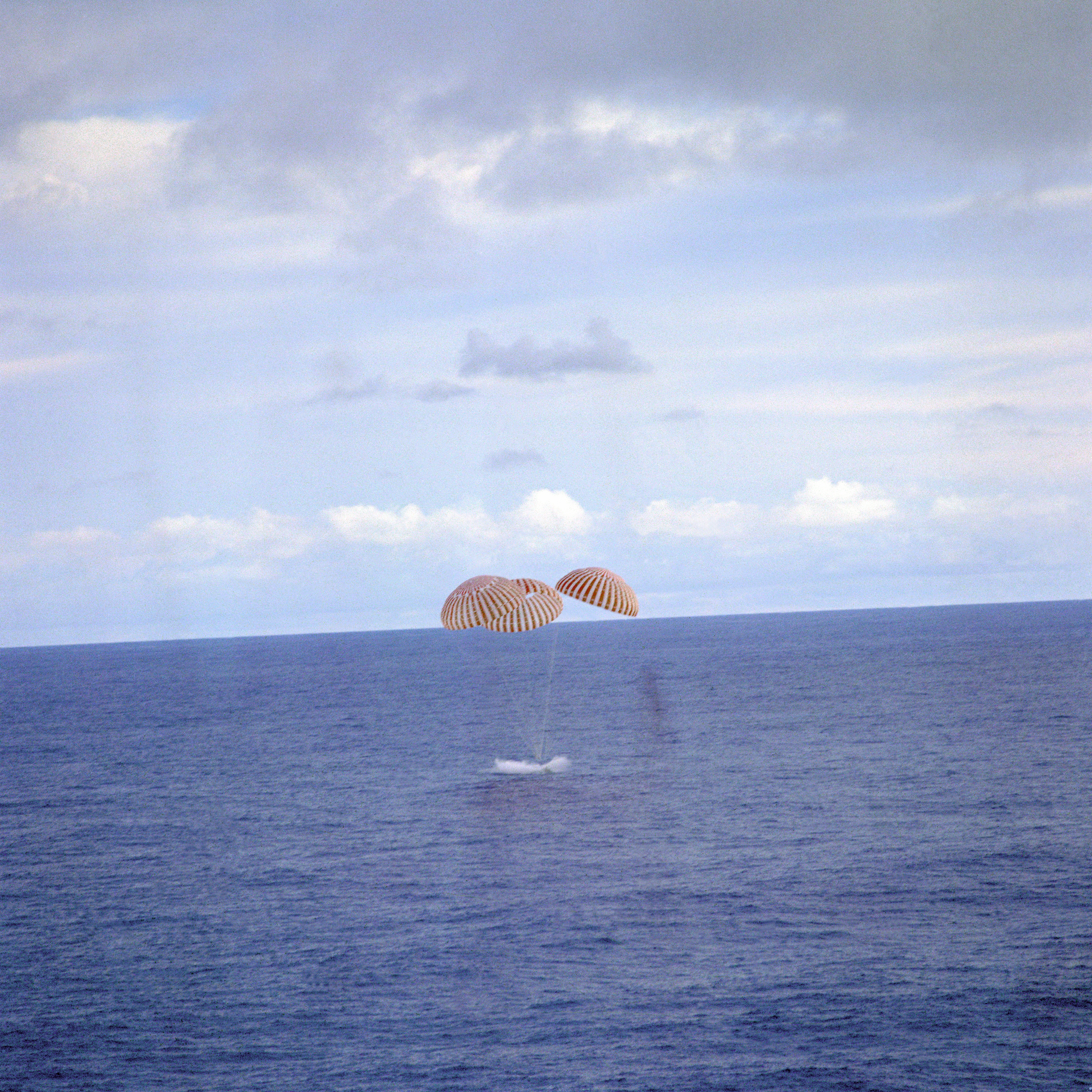
Aterizarea Apollo 13

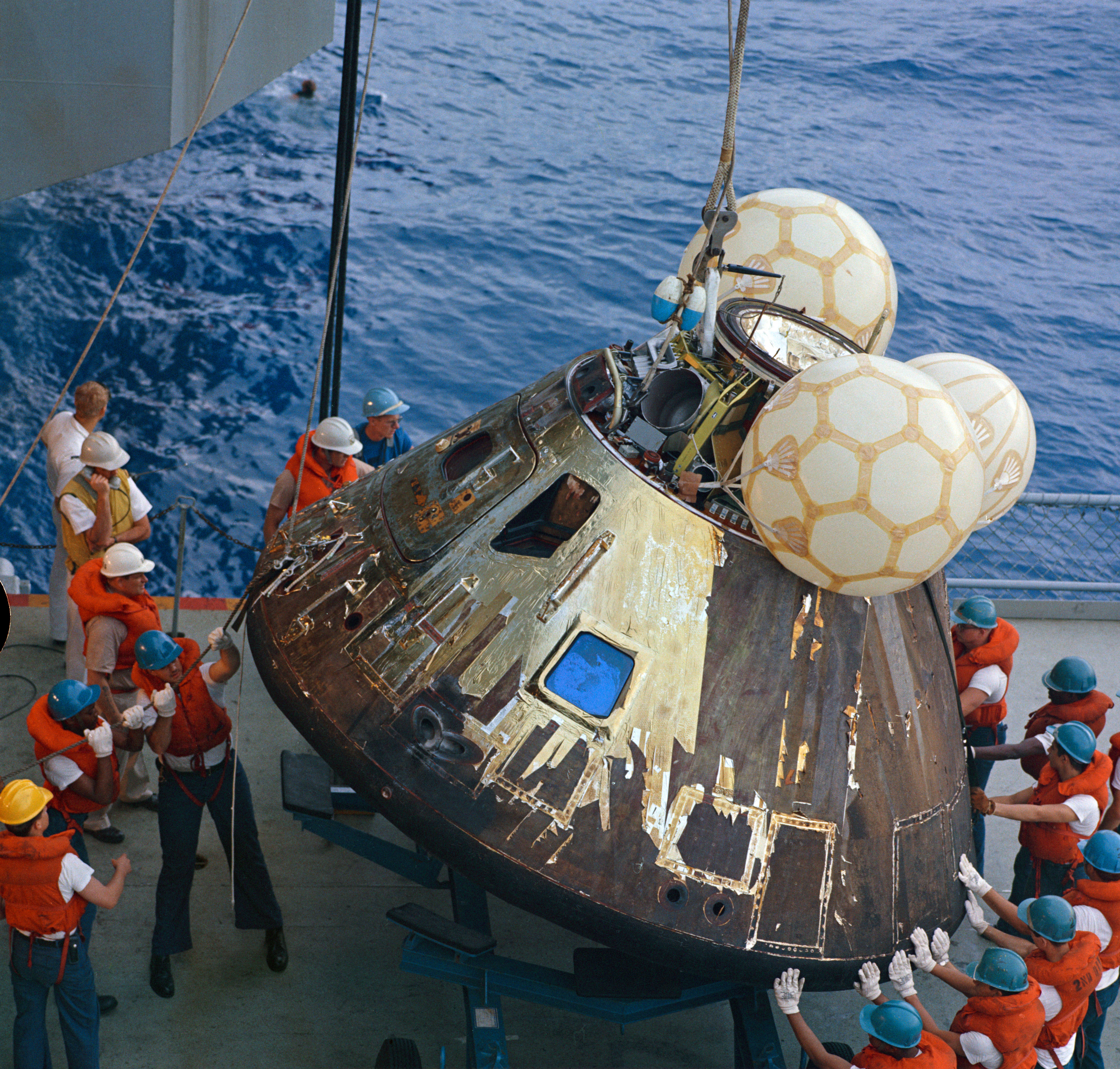
Modulul de comandă adus pe puntea USS Iwo Jima

După abandonarea lui Aquarius, modulul de comandă Odyssey a aterizat în siguranță în Oceanul Pacific. Echipajul era în stare bună cu excepția lui Haise care suferea de o gravă infecție de tract urinar din cauza cantității insuficiente de apă. Pentru a evita modificarea traiectoriei navei, echipajul primise instrucțiuni să oprească temporar evacuarea de urină din navă. Din cauza unei neînțelegeri, echipajul a crezut că trebuie să stocheze urina pe durata întregului zbor.
Deși explozia a dus la renunțarea la misiune, aceasta s-a petrecut în drumul spre Lună, când modulul lunar era încă disponibil cu întreaga sa dotare de consumabile. Dacă explozia ar fi avut loc după aterizare sau pe drumul de întoarcere după abandonarea modulului lunar, echipajul nu ar fi supraviețuit.
La aproximativ 46 de ore și 40 de minute de la lansare, indicatorul rezervorului de oxigen 2 a ieșit din scală, arătând peste 100% și a rămas așa, probabil din cauza izolației interne. Pentru a ajuta la determinarea cauzei, echipajului i s-a cerut să efectueze amestecări în rezervoare mai des decât se planificase inițial. În planul original al misiunii, amestecarea care a dus la ruperea rezervorului nu s-ar fi făcut decât după aselenizare.

### Cauza accidentului

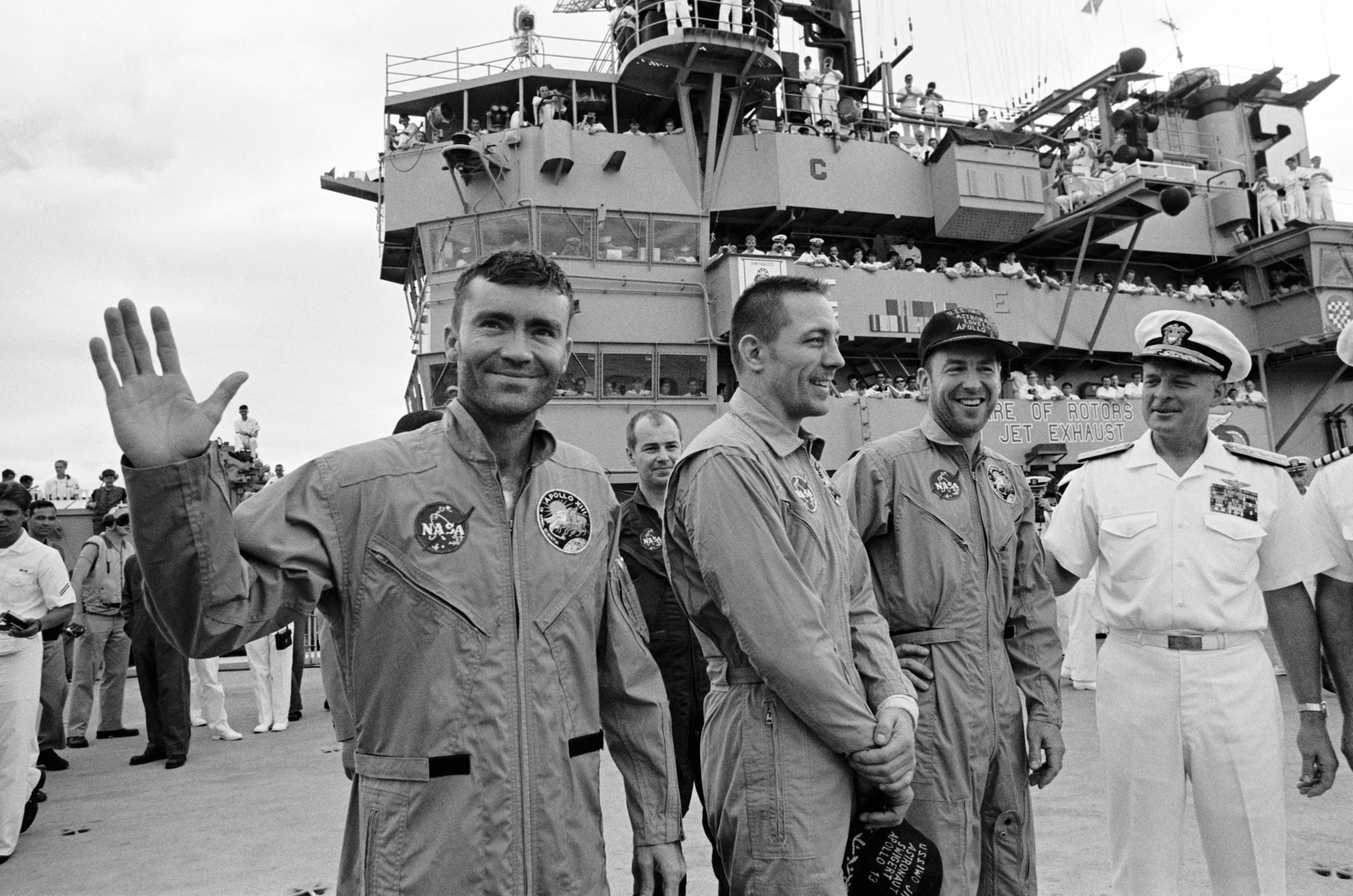
Echipajul Apollo 13 la bordul USS Iwo Jima după aterizarea în Pacific

Explozia din misiunea Apollo 13 a condus la investigații îndelungate. Din registrele și jurnalele detaliate de fabricație, cauza defectării rezervorului a fost găsită a fi consecința unui lanț de evenimente nefericite.
Rezervoarele criogenice, cum ar fi cele pentru oxigenul lichid și hidrogenul lichid trebuie să fie ori refulate, ori bine izolate, ori ambele. Aceasta pentru a evita acumularea excesivă de presiune provenită din vaporizare. Rezervoarele de oxigen ale modulului de serviciu erau atât de bine izolate încât puteau stoca fără probleme hidrogen și oxigen supercritic timp de ani de zile. Fiecare rezervor de oxigen avea o capacitate de ordinul sutelor de kilograme, pentru respirație și pentru producerea de energie electrică și apă. Totuși, din fabricația rezervoarelor, ele nu puteau fi inspectate intern.
Rezervorul conținea câteva componente relevante pentru accident:
- senzorul de cantitate;
- ventilatorul pentru amestecarea conținutului în scopul de a obține măsurători precise ale cantității;
- un sistem de încălzire pentru evaporarea oxigenului lichid pe măsură ce acesta e necesar;
- un termostat pentru protecția sistemului de încălzire;
- un senzor de temperatură; și
- țevi și valve de umplere și de scurgere.

Sistemul de încălzire și termostatul de protecție erau proiectate inițial pentru rețeaua electrică de curent continuu de 28 V a modulului de comandă, dar specificația lor s-a modificat pentru a permite utilizarea la sol într-o rețea de 65 volți pentru mai presurizarea rapidă a rezervoarelor. Subcontractantul rezervoarelor, Beechcraft, nu a îmbunătățit termostatul pentru a rezista la tensiuni mai mari.
Senzorul de temperatură nu putea citi mai mult decât temperatura nominală a sistemului de încălzire, aproximativ 38 °C. În mod normal, aceasta nu este o problemă deoarece termostatul este proiectat să se deschidă la 27 °C.
Raftul pe care stăteau rezervoarele de oxigen fusese instalat inițial pe modulul de serviciu cu ocazia misiunii Apollo 10. El a fost înlăturat pentru a repara o potențială problemă de interferență electromagnetice. În timpul demontării, raftul a fost scăpat accidental de la o înălțime de 5 cm din cauza îndepărtării unui bolț. Rezervorul a părut că nu a suferit avarii dar se pare că un tub de umplere mai slab prins a fost avariat, iar fotografiile au sugerat că probabil capacul de închidere de pe rezervor ar fi lovit raftul cu pilele de combustie. Raportul comisiei de revizuire Apollo 13 consideră că probabilitatea ca rezervorul să se fi avariat cu ocazia acestui incident este „relativ scăzută”.
După ce rezervorul a fost umplut pentru testarea la sol, el nu putea fi golit prin linia normală de scurgere. Pentru a evita înlocuirea rezervorului și deci amânarea misiunii, sistemul de încălzire a fost conectat la sursa de 65 V de la sol pentru a fierbe oxigenul. Lovell și-a dat acordul pentru această procedură, care ar fi trebuit să dureze câteva zile la temperatura de deschidere a termostatului de 27 °C. Dar când termostatul s-a deschis, contactele sursei de 65 V s-au sudat rămânând închise și ținând sistemul de încălzire pornit. Aceasta a dus la creșterea temperaturii sistemului de încălzire până la aproximativ 530 °C. Graficul curentului prin sistemul de încălzire a arătat că acesta nu se oprea și pornea periodic, așa cum ar fi trebuit dacă termostatul ar fi funcționat corect, dar nimeni nu a observat aceasta la momentul respectiv. Deoarece senzorul de temperatură nu putea citi temperaturi mai mari de 38 °C, echipamentul de monitorizare nu a înregistrat temperatura reală din interiorul rezervorului. Gazul s-a evaporat în câteva ore în loc de câteva zile.
Temperaturile constant mari au topit izolația de teflon a firelor sursei de alimentare a ventilatorului și le-a lăsat expuse.
Când rezervorul a fost umplut din nou cu oxigen, el a devenit o bombă așteptând să explodeze. În timpul procedurii de „crio-amestec”, curentul ventilatorului trecea prin firele dezizolate care se pare că au produs un arc electric și au aprins izolația.
Celălalt rezervor de oxigen, sau țevile sale, aflate lângă rezervorul explodat, au fost de asemenea afectate, permițându-i și lui aibă pierderi. Printre soluțiile recomandate pentru viitoarele misiuni se numărau mutarea rezervoarelor la distanță unul de altul, adăugarea unui al treilea rezervor și o baterie de urgență în alt sector al modulului de serviciu.

## Alte aspecte ale misiunii

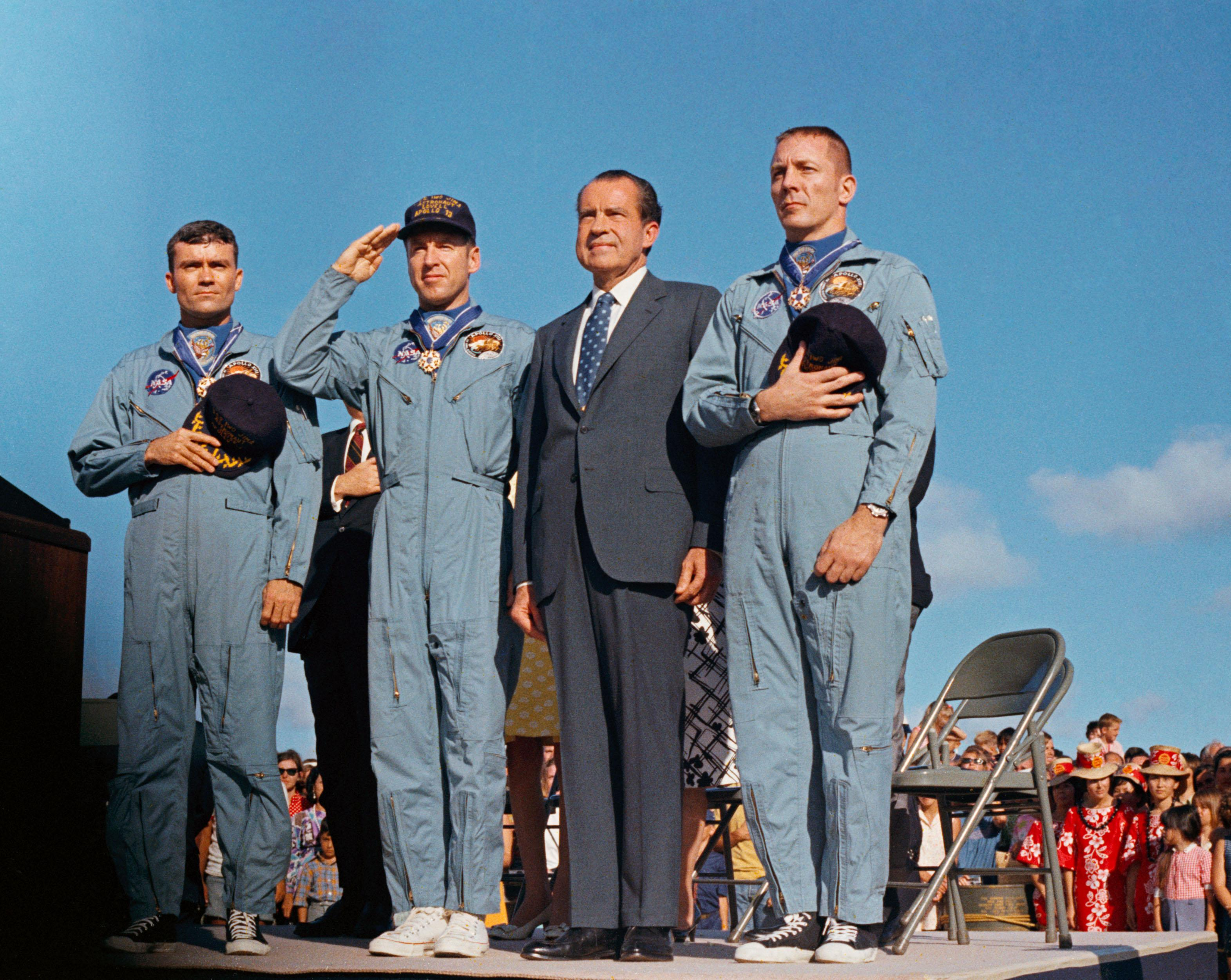
Echipajul misiunii Apollo 13 cu Președintele Richard Nixon după decernarea Medaliei Prezidențiale a Libertății

Conform procedurilor standard de rotație a echipajelor, proceduri în vigoare în timpul programului Apollo, echipajul principal pentru Apollo 13 ar fi trebuit să fie echipajul de rezervă al misiunii Apollo 10, sub comanda veteranului Mercury și Gemini L. Gordon Cooper. Acel echipaj era format din următorii astronauți:
- L. Gordon Cooper, Jr - Comandant
- Donn F. Eisele - Pilotul modulului de comandă
- Edgar D. Mitchell - Pilotul modulului lunar

Deke Slayton, însă, a consemnat în memoriile sale că Eisele și Cooper nu urmau să facă rotația la altă misiune, niciunul nefiind preferat de managementul NASA din diverse motive (Cooper pentru atitudinea sa superficială la antrenament, iar Eisele pentru incidentele de la bordul Apollo 7 și din cauza unei relații extraconjugale) și ambii au făcut parte din echipajul de rezervă doar din pricina lipsei de personal calificat în Biroul Astronauților atunci când trebuia să se facă numirile. Cooper, scrie Slayton, avea o șansă mică să primească comanda misiunii Apollo 13, cu condiția să se achite într-o manieră excepțională de sarcini, ceea ce nu a făcut. Eisele, în ciuda problemelor cu managementul, urma să fie totuși implicat în Programul de Aplicații Apollo (care în cele din urmă a fost restrâns la componenta Skylab) dar nu într-o misiune lunară.
Astfel, prima listă de personal a misiunii propusă de Slayton superiorilor lui a fost:
- Alan B. Shepard, Jr - Comandant
- Stuart A. Roosa - Pilot al modulului de comandă
- Edgar D. Mitchell - Pilot al modulului lunar

Cu toate acestea, pentru prima oară, recomandarea lui Slayton a fost respinsă de management deoarece aceștia considerau că Shepard, care fusese recent operat pentru corectarea unei probleme la urechea internă și care nu mai zburase din 1961 avea nevoie de mai mult timp să se antreneze corespunzător pentru un zbor lunar. Astfel, echipa Lovell, rezerva misiunii istorice Apollo 11, care ar fi urmat (în virtutea rotației) să fie activă în misiunea Apollo 14, a înlocuit echipajul lui Shepard.
Cu două zile înainte de lansare, pilotul modulului lunar din echipajul de rezervă Apollo 13 Charlie Duke a contractat rubeolă de la unul din copiii săi. Lovell și Haise avuseseră rubeolă în copilărie, dar pilotul modulului de comandă Ken Mattingly nu avusese, iar medicii zborului l-au înlocuit cu rezerva sa, Jack Swigert. Mattingly nu a făcut rubeolă, și ulterior a zburat în misiunile Apollo 16, STS-4, și STS-51-C, pensionându-se de la NASA și de la Marina SUA cu gradul de contraamiral. În timpul situației de urgență, Mattingly și controlorul de zbor John Aaron au utilizat simulatorul modulului de comandă pentru a găsi un plan de revitalizare a lui Odyssey în condițiile date de lipsă de energie.

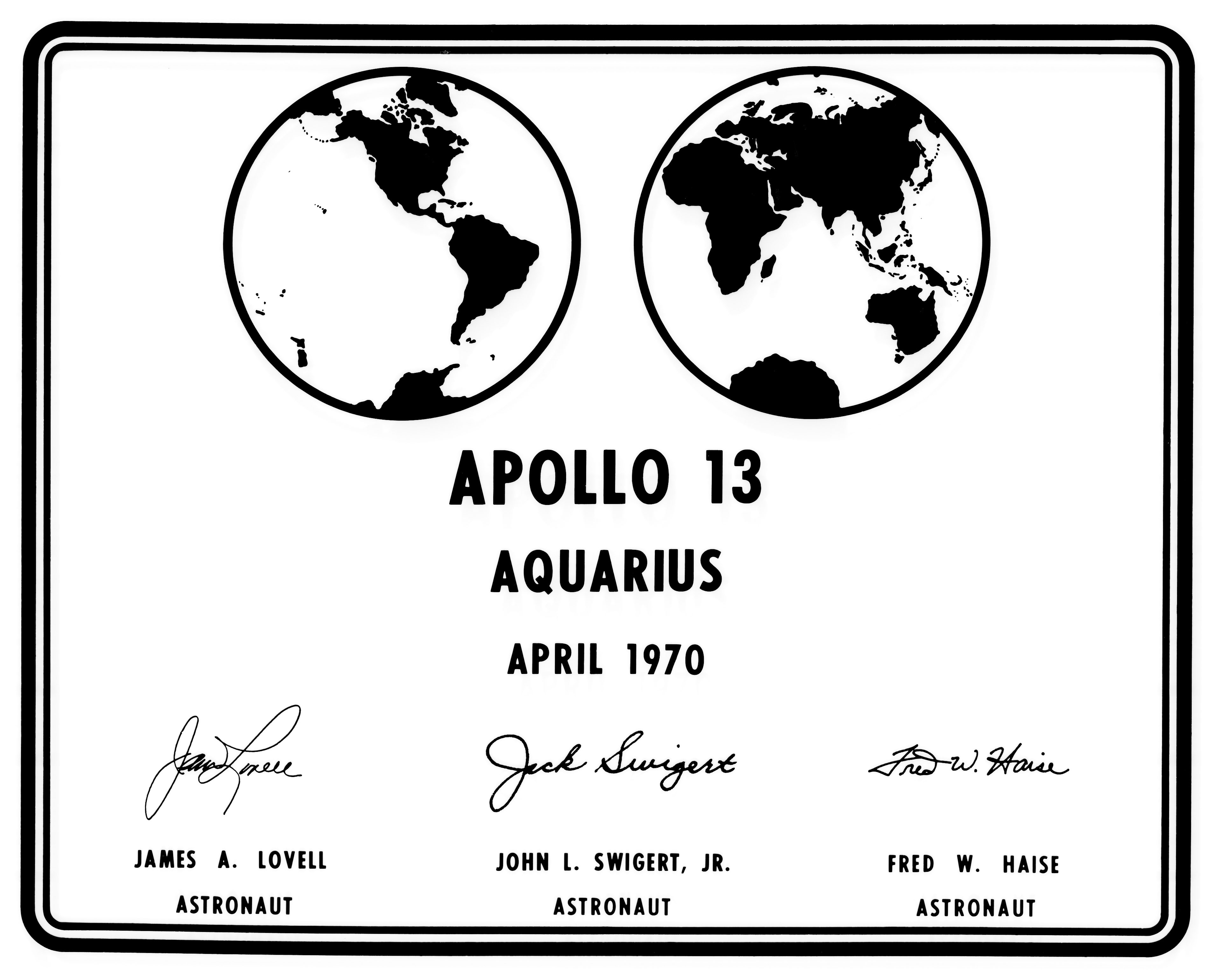
Placa ce urma să fie atașată de Aquarius

De asemenea, placa lunară originală de pe Aquarius avea numele lui Mattingly, astfel că echipajul a primit una nouă, cu numele lui Swigert, care trebuia montată peste cea originală după aselenizare. Aquarius nu a aselenizat niciodată, astfel că placa a rămas în posesia lui Lovell. În cartea sa Lost Moon (cu titlul schimbat apoi în Apollo 13), Lovell spune că în afara plăcii Apollo 13 și a câtorva alte piese, singurul obiect-amintire pe care îl mai are de atunci este o scrisoare Charles Lindbergh.
Ca rezultat al urmării traiectoriei de liberă întoarcere, altitudinea Apollo 13 pe partea îndepărtată a Lunii a fost cu aproximativ 100 km mai mare decât altitudinea orbitală a restului misiunilor lunare Apollo. Misiunea a stabilit, astfel, recordul de altitudine pentru zborul spațial uman. Variația distanței între Pământ și Lună, însă, este mult mai mare de 100 km, deci nu este sigur dacă distanța efectivă față de Pământ a fost sau nu mai mare decât cea a altor misiuni Apollo. În Cartea Recordurilor Guiness acest zbor este trecut ca fiind deținătorul recordului de altitudine absolută pentru zborul uman, iar Lovell și echipajul au primit un certificat care atestă acest record.
Punctul de amerizare a fost la 21°38′S 165°22′V / 21.633°S 165.367°V, sud-est de Samoa Americană, la 6,5 km de nava de recuperare, USS Iwo Jima.
Diverse persoane superstițioase au asociat misiunea cu credința că 13 ar fi un număr cu ghinion. Misiunea a început la 11 aprilie 1970 (11.04.70, suma totală a cifrelor fiind 13) la ora 13:13 CST din Complexul 39 (multiplu de 13). Problemele misiunii au început în ziua de 13 aprilie iar misiunea însăși se numea Apollo 13. Alte coincidențe cu apariții ale numărului 13 au fost ora exploziei, 19:13 CST, și o estimare de după zbor că dacă explozia ar fi avut loc la sol, reparațiile ar fi costat 13 milioane de dolari. Într-un material despre realizarea filmului Apollo 13, Jim Lovell a arătat că NASA nu a mai avut vreodată o navă numerotată cu 13. Totuși, în programul preliminar al misiunilor de revenire pe lună, NASA are un zbor spațial ce urmează să fie denumit Orion 13.
Costumul spațial A7L ce urma să fie purtat pe suprafața lunară de Lovell ar fi fost primul cu benzi roșii pe brațe, pe picioare, pe cască, și pe echipamentele de menținere a vieții. Această decizie s-a luat pentru că personalul de la controlul misiunii care a urmărit datele video de la misiunile Apollo 11 și 12 a avut probleme în face distincția între cei doi astronauți când ambii aveau apărătoarele de soare ale căștii trase. Benzile roșii au fost o caracteristică a următoarelor zboruri Apollo și sunt utilizate pe unitățile extravehiculare de mobilitate ale astronauților din programul Space Shuttle și de pe Stația Spațială Internațională (ISS).
Misiunea Apollo 13 a fost denumită „un eșec reușit” deoarece astronauții au fost aduși înapoi, deși nu au reușit să aterizeze pe Lună și din cauza situației dificile depășite în cursul misiunii.
Echipajul și echipa operativă a misiunii Apollo 13 au primit Medalia Prezidențială a Libertății pentru acțiunile întreprinse în cadrul misiunii.
Experimentul indicatorului cu catod rece (în engleză The Cold Cathode Gauge Experiment (CCGE)), care făcea parte din ALSEP în Apollo 13 nu a mai fost încercat. El era o versiune de indicator de ioni cu catod rece (în engleză Cold Cathode Ion Gauge, CCIG) de pe Apollo 12, Apollo 14, și Apollo 15. CCGE a fost proiectat ca versiune autonomă a CCIG. În alte misiuni, CCIG era conectat ca parte a detectorului supratermal de ioni (SIDE). Din cauza abandonării aselenizării, acest experiment nu a mai fost desfășurat. Printre alte experimente din pachetul Apollo 13 se numărau experimentul fluxului termic (HFE), experimentul seismic pasiv (PSE), și experimentul cu particule cu sarcină electrică în mediu lunar (CPLEE).

### Taxe de tractare
Corporația Aerospațială Grumman, constructorul modulului lunar, a emis o factură de 312.421,24 dolari către North American Rockwell, constructorul modulului de comandă (CM), pentru „tractarea” navei defecte pe distanța până la Lună și înapoi. Factura a fost întocmită de pilotul Grumman Sam Greenberg ca glumă în urma reușitei aterizării lui Apollo 13. Anterior, el contribuise la elaborarea strategiei de redirecționare a energiei de la modulul lunar la modulul de comandă defect. Factura includea o reducere de preț de 20%, precum și o reducere suplimentară de 2% dacă factura este achitată cu cash. North American a refuzat politicos plata, arătând că ei transportaseră gratuit module lunare Grumman pe Lună de trei ori până atunci.

### Simboluri
Insigna echipajului Apollo 13 reprezenta trei cai zburători, simbolizând „carul” Apollo tras prin spațiu. Dat fiind istoricul lui Lovell ca militar în Marina SUA, logoul a inclus mottourile „Ex luna, scientia” („Din Lună, știință”), împrumutat de la mottoul Academiei Navale Americane, „Ex scientia tridens”, (din știință, putere maritimă). Numărul misiunii era trecut în cifre latine, as Apollo XIII. Este unul dintre cele două simboluri ale misiunilor Apollo—cealaltă fiind Apollo 11—care nu a trecut numele membrilor echipajului pe simbol (decizie norocoasă, dat fiind că membrul inițial al echipajului Ken Mattingly a fost înlocuit cu două zile înainte de lansare). Logoul a fost lucrat de artistul Lumen Winter, pe baza unei picturi realizată de el pentru Hotelul St. Regis din New York. Pictura a fost ulterior achiziționată de actorul Tom Hanks, care a jucat rolul lui Lovell în filmul Apollo 13, și este acum pe peretele unui restaurant din Chicago ce aparține fiului lui Lovell.

## Nava după recuperare

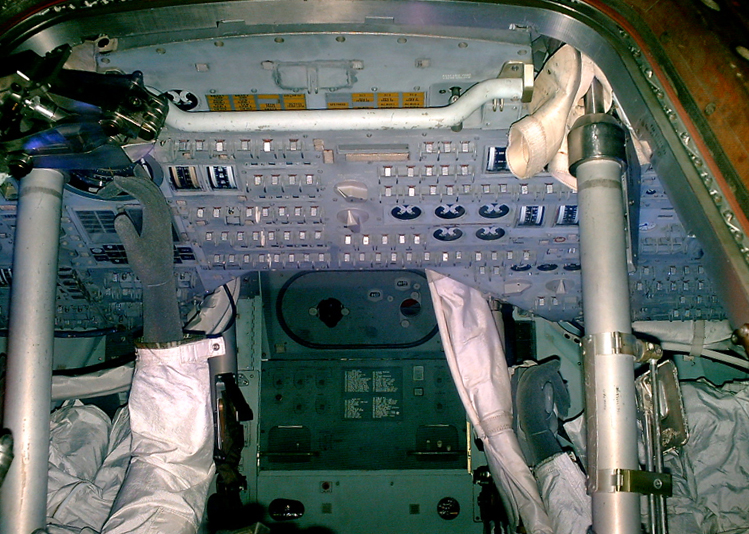
Controalele din modulul de comandă, expuse la Cosmosphere.

Carcasa modulului de comandă a fost inițial expusă la Musée de l'Air et de l'Espace din Paris. Componentele interioare au fost scoase în timpul investigațiilor în urma accidentelor și reasamblate în BP-1102A, modulul de antrenament acvatic, și au fost expuse apoi la Muzeul de Istorie Naturală și Știință din Louisville, Kentucky, până în 2000. Modulul de comandă și componentele interne au fost reasamblate, iar Odyssey este astăzi expus la Kansas Cosmosphere and Space Center, Hutchinson, Kansas.
Modulul lunar a fost distrus în atmosfera Pământului la 17 aprilie 1970, reintrarea sa în atmosferă fiind îndreptată spre zona de deasupra Oceanului Pacific pentru a reduce posibilitatea de contaminare radioactivă cauzată de un generator termoelectric cu izotopi radioactivi SNAP 27 aflat la bord. Dacă misiunea ar fi aselenizat generatorul nuclear ar fi fost utilizat pentru alimentarea pachetului experimental de la suprafața lunară și ar fi fost lăsat pe Lună. Generatorul a supraviețuit reintrării în atmosferă (așa cum a fost proiectat) și a aterizat în Groapa Tonga. Deși va rămâne radioactiv timp de încă 2000 de ani, el nu pare să emane conținutul de 3,9 kg de plutoniu radioactiv.
Casca costumului lunar al lui Jim Lovell se află la Muzeul Științei și Industriei din Chicago.

## Cultura populară
Unele părți din evenimentele din jurul misiunii Apollo 13 au fost dramatizate în miniserialul din 1998 From the Earth to the Moon (De la Pământ la Lună), în episodul intitulat „We Interrupt This Program” („Întrerupem acest program”). Povestea este prezentată din punctul de vedere al reporterilor de televiziune concurând pentru relatarea misiunii.
Apollo 13, un film pe baza cărții Lost Moon (Luna pierdută), cartea lui Jim Lovell și Jeffrey Kluger despre eveniment, a fost lansat în 1995. Filmul a fost regizat de Ron Howard și i-a avut în rolurile principale pe Tom Hanks (Jim Lovell), Bill Paxton (Fred Haise), Kevin Bacon (Jack Swigert), Ed Harris (directorul de zbor Gene Kranz), Kathleen Quinlan (Marilyn Lovell) și Gary Sinise (Ken Mattingly). Gene Kranz, și alte persoane implicate în evenimente au declarat că filmul descrie evenimentele misiunii cu multă acuratețe, deși și-a permis mai multe licențe dramatice, și au fost observate câteva greșeli de ordin tehnic. Filmul este unul din multele care citează greșit faimoasul anunț al lui Lovell, „Houston, am avut o problemă”. Filmul a avut succes atât la public, cât și în rândurile criticilor, fiind nominalizat pentru mai multe Premii Oscar, inclusiv pentru cel mai bun film, cel mai bun actor în rol secundar (Harris) și cea mai bună actriță în rol secundar (Quinlan). Unele scene ale filmului s-au filmat în condiții reale de imponderabilitate, NASA permițând echipei de filmare accesul la avionul special de antrenament pentru astronauți care realizează starea de imponderabilitate timp de câteva zeci de secunde printr-o traiectorie parabolică.
Jim Lovell a fost prezent pe platourile de filmare în calitate de consultant, dar și de actor: la finalul filmului apare în rolul căpitanului vasului de recuperare, nava de asalt amfibiu USS Iwo Jima LPH-2 (portretizată în film de nava-soră USS New Orleans LPH-11), Leland E. Kirkemo.
Filmul a atras din nou atenția asupra istoriei programului Apollo și a misiunilor spațiale americane în general.
Filmul din 1974 Houston, We've Got a Problem, deși prezintă evenimente din jurul incidentului Apollo 13, este o dramă de ficțiune despre crizele cu care s-a confruntat personalul de la sol, când situația de urgență le-a dat peste cap programul de lucru și a amplificat stresul vieții membrilor acestuia; doar câteva știri și vocea solemnă a naratorului tratează aspectele reale ale evenimentelor.